# Lennart Norbäck
Rolf Lennart Norbäck, född 21 augusti 1939 i Grava socken, Värmland, är en svensk skådespelare, produktionsledare och regiassistent.

## Filmografi (urval)
- 1963 – Sten Stensson kommer tillbaka
- 1965 – Nattmara
- 1966 – Yngsjömordet
- 1971 – Någon att älska
- 1977 – 91:an och generalernas fnatt
- 1983 – Mot härliga tider
- 1989 – Kronvittnet

## Teater

### Roller
| År   | Roll                   | Produktion                                                      | Regi         | Teater   |
| ---- | ---------------------- | --------------------------------------------------------------- | ------------ | -------- |
| 1961 | Medverkande i danserna | Kung John (The Life and Death of King John) William Shakespeare | Alf Sjöberg  | Dramaten |
| 1961 | Hane i dansen          | Yerma Federico García Lorca                                     | Bengt Ekerot | Dramaten |
| 1961 |                        | Stolarna (Les Chaises) Eugène Ionesco                           | Alf Sjöberg  | Dramaten |